# Moai Kavakava

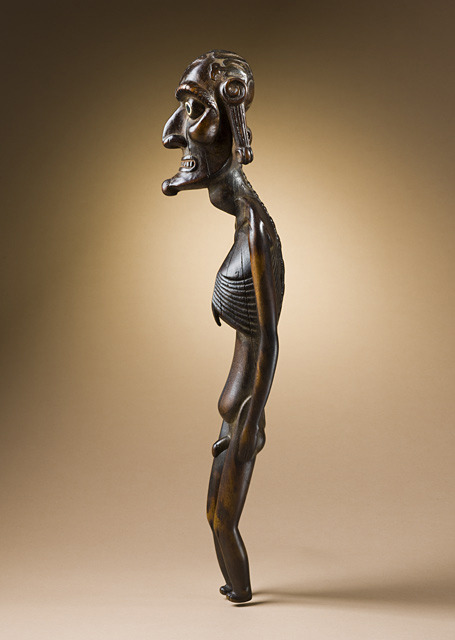
Moai-Kavakava-Figur

Ein Moai Kavakava (rapanui mo‘ai kavakava) ist eine kleine hölzerne anthropomorphe Figur (Statuette) der Kultur der Osterinsel.

## Beschreibung
Jede Figur ähnelt einem stehenden, leicht gebeugten, männlichen Wesen mit einem ausgemergelten Körper. Viele der Moai Kavakava zeigen eine ausgeprägte Schädeldeformation.
Der Name mo‘ai kavakava kommt von den  mo‘ai, welche monumentale monolithischen menschliche Figuren, die auf der Osterinsel gefunden wurden, darstellen. Das Wort kavakava bedeutet Rippen. Es ist wenig über den kulturellen Kontext dieser Figuren bekannt, obwohl sie allgemein als Darstellungen von verhungernden Menschen gelten. Es wird vermutet, dass diese Figuren an den Hälsen der Männer getragen wurden, die während der Zeremonien an Ritualtänzen teilnahmen.
Massenspektrometrische Messungen an einem Exemplar (ET 48.63) der Königlichen Museen für Kunst und Geschichte in Brüssel ergaben ein bedeutend höheres Alter von etwa 1390 bis 1480, was die Holzmoai mit der Kultur der Steinmoai in Verbindung setzt, denen teilweise die Stilelemente übergroße Ohrlappen und Rippen gemeinsam sind.
Der deutsche Expressionist Max Ernst wurde durch die Figuren inspiriert. Die Figuren finden sich auch in den Sammlungen des französischen Surrealisten André Breton.

## Galerie

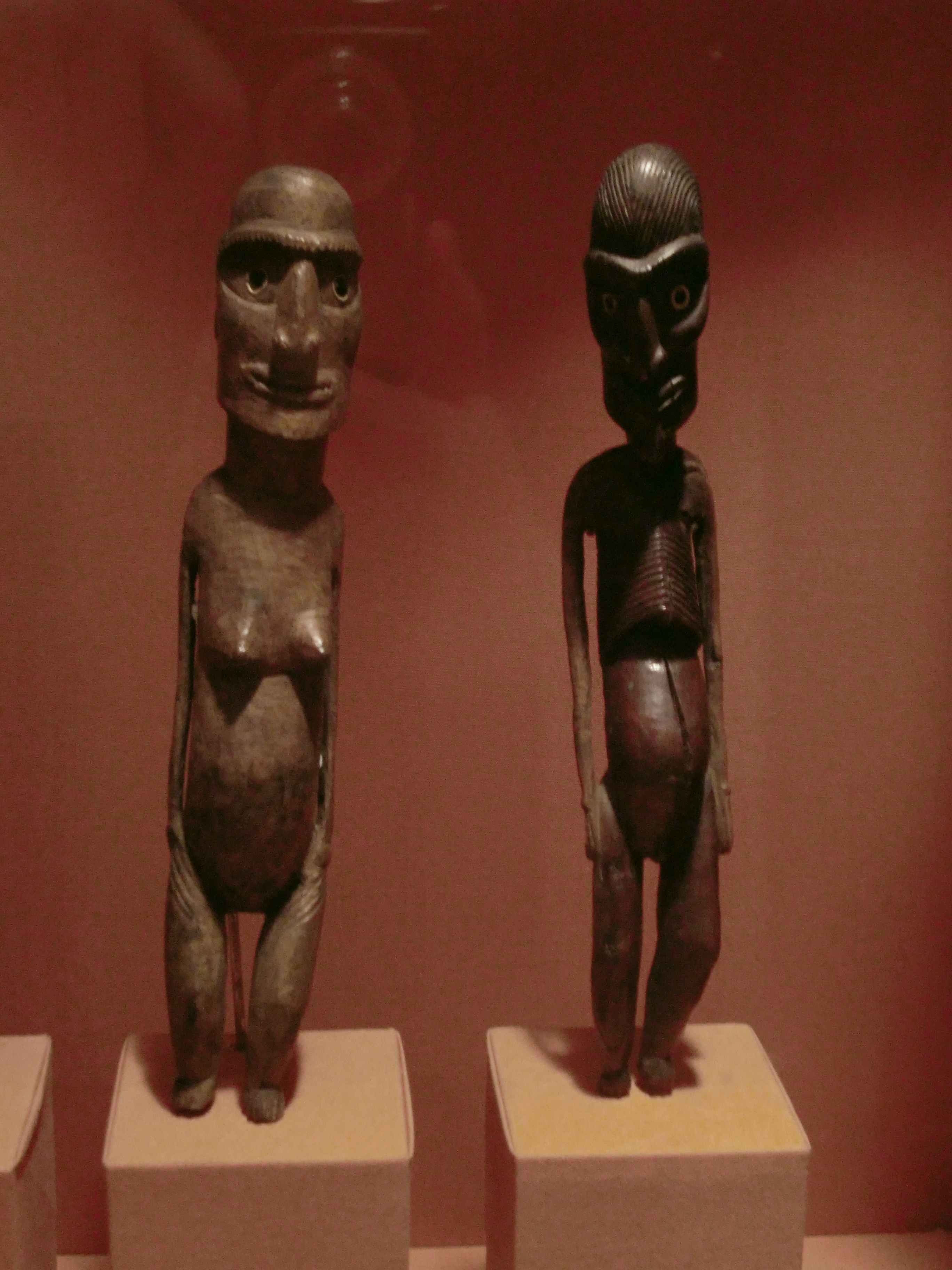
Links Moai Papa, rechts Moai Kavakava.
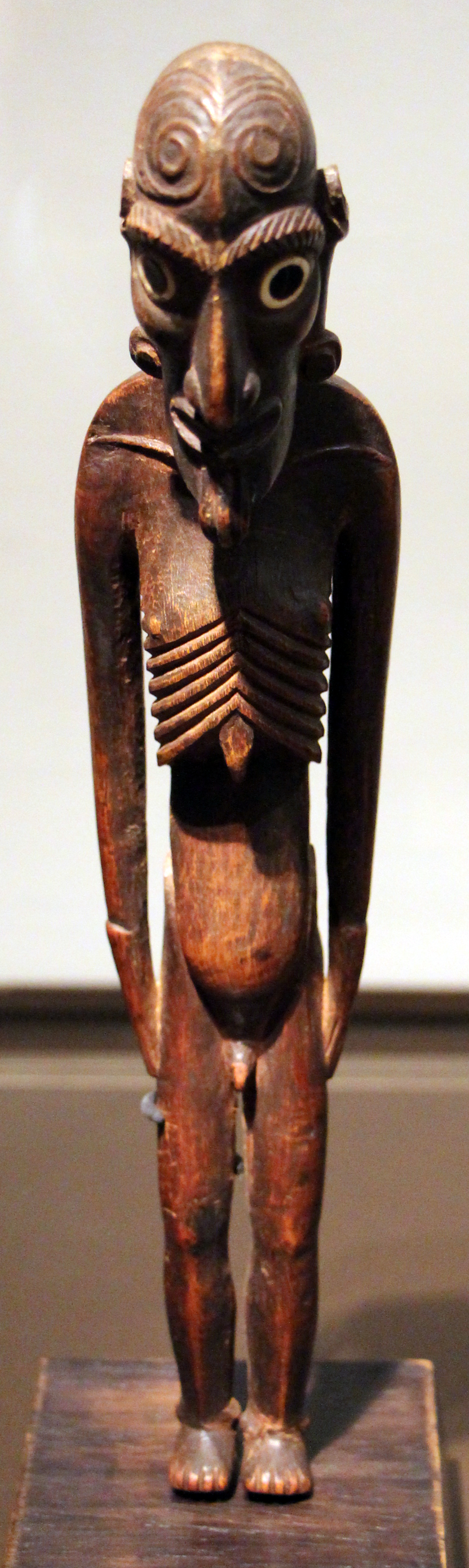
Moai Kavakava